# Фелікс Баранський
Фе́лікс Мі́хал Бара́нський (пол. Feliks Michał Barański; 18 травня 1915, Львів — 10 лютого 2006, Краків) — польський математик, один із представників Львівської математичної школи.

## Біографічні дані
Фелікс Баранський народився у Львові, де відвідував початкову та середню школу, а також вивчав математику на факультеті математики та природничих наук Львівського університету, який закінчив 1940 року під керівництвом Стефана Банаха та Гуго Штейнгауза. Перед Другою світовою війною належав до членів Львівської математичної школи. Під час німецької окупації Львова у 1941—1944 роках він разом із багатьма іншими львівськими науковцями був годувальником вошей у Львівському науково-дослідному інституті висипного тифу та вірусів, яким керував професор Рудольф Вайґль. 1944 року Баранський дістав посаду асистента у професора Стефана Банаха на кафедрі теоретичної механіки Львівського політехнічного інституту. 1946 року виїхав до Польщі й оселився у Кракові, де 1948 року влаштувався на кафедру математики Краківської політехніки, яку тоді очолював професор Мирослав Кшижанський. У 1958-му Баранський здобув науковий ступінь доктора математики. Габілітований у 1963 році, а звання надзвичайного професора дістав 1972 року.
Фелікс Баранський спеціалізувався в галузі диференціальних рівнянь та їх застосування в техніці. Опублікував понад 80 наукових праць. Був науковим керівником семи захищених докторських дисертацій.
З 1973 по 1979 рік він працював заступником директора Інституту математики ПАН, а з 1979 по 1985 рік — директором цього закладу. Співпрацював з Інститутом математики Вищої педагогічної школи та Гірничо-металургійною академією імені Станіслава Сташиця у Кракові, де читав лекції та проводив дипломні та наукові семінари. Він сприяв захисту близько 200 магістерських ступенів. У 1963—1964 навчальному році Баранський викладав математику на виїзних заняттях у Жешуві, де тоді поставала місцева вища педагогічна школа. З 1949 року був членом Польського математичного товариства.
За свою багаторічну професійну діяльність Фелікс Баранський був відзначений нагородами та почесними званнями. Дістав три міністерські нагороди та кілька разів нагороду ректора Краківської політехніки. Нагороджений Лицарським хрестом Ордену Відродження Польщі, Золотим хрестом Заслуги, а також Почесну й Золоту відзнаки Краківської політехніки.
Помер 10 лютого 2006 року в Кракові, де похований на Раковицькому цвинтарі.